# Marcofilie

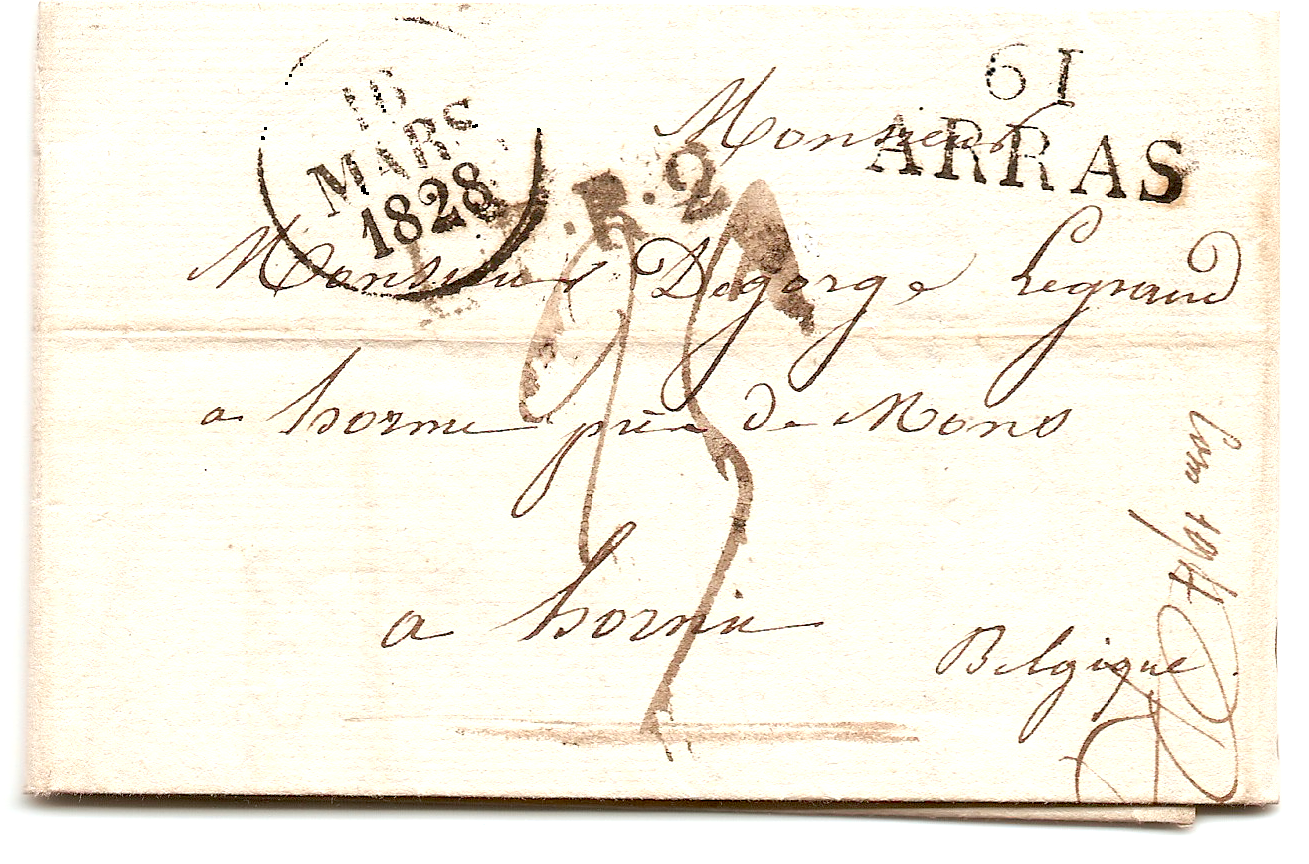
Brief uit 1828 met postale stempels

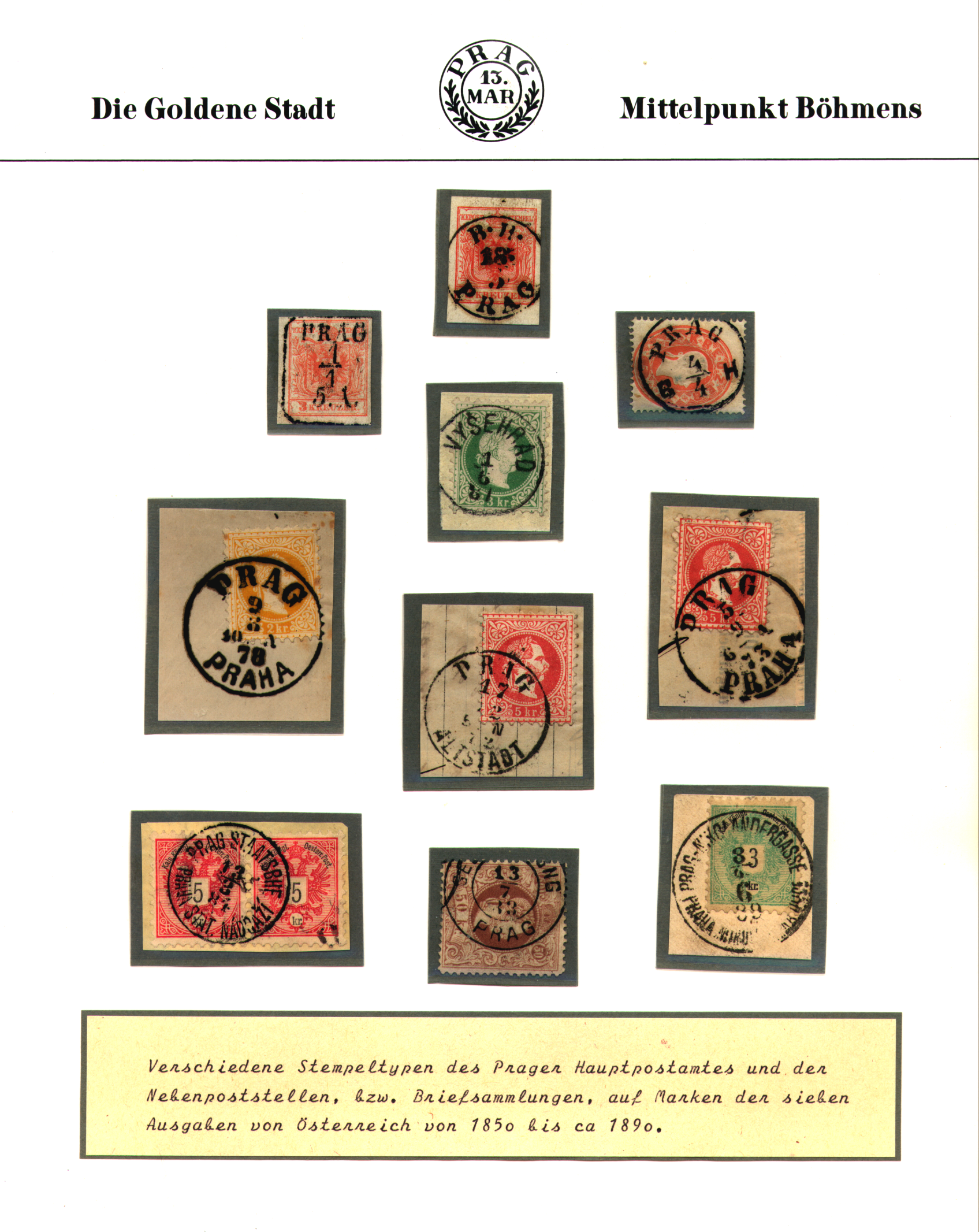
Een albumblad met historische poststempels van de stad Praag

Marcofilie is het onderdeel van de filatelie dat zich bezighoudt met de studie en het verzamelen van de afstempelingen op postzegels en poststukken. Enerzijds gaat het om de  afstempeling ter vernietiging van de frankering, anderzijds allerlei stempels op het poststuk die aangeven wanneer een poststuk een bepaald punt in het postaal systeem is gepasseerd (zoals doorgangsstempels en aankomststempels), door wie het is afgehandeld (bestellersstempel) en soms aanvullende instructies.